# Tauraco schalowi
Il turaco di Schalow (Tauraco schalowi Reichenow, 1891) è un uccello della famiglia Musophagidae.

## Sistematica
Tauraco schalowi non ha sottospecie, è monotipico.

## Distribuzione e habitat
Questo uccello è vive nell'Africa centro-meridionale, dalla Repubblica Democratica del Congo e il Kenya fino alla Namibia, il Botswana e lo Zimbabwe.